# 5255 Johnsophie
5255 Johnsophie este un asteroid din centura principală de asteroizi.

## Descriere
5255 Johnsophie este un asteroid din centura principală de asteroizi. A fost descoperit pe 19 mai 1988 la Observatorul Palomar de Eleanor Francis Helin. Asteroidul prezintă o orbită caracterizată de o semiaxă mare de 2,67 ua, o excentricitate de 0,02 și o înclinație de 11,6° în raport cu ecliptica.